# Eliseo Salazar
Eliseo Salazar Valenzuela (* 14. listopadu 1954 Santiago de Chile) je chilský automobilový závodník.
Začínal jako časoměřič a testovací pilot na chilském okruhu Las Vizcachas, pak startoval ve Fórmula Renault Argentina a British Formula 3 International Series. V letech 1981 až 1983 se jako dosud jediný Chilan zúčastnil mistrovství světa Formule 1. Absolvoval 37 závodů, bodoval šestým místem na Velké ceně Nizozemska 1981 na voze Ensign Racing a pátým místem na Velké ceně San Marina na voze Auto Technisches Spezialzubehör. Do dějin F1 se zapsal zejména kolizí s Nelsonem Piquetem na Hockenheimringu, po které ho brazilský závodník fyzicky napadl.
Později startoval v seriálu International Formula 3000 a World Sportscar Championship; šestkrát se zúčastnil závodu 24 hodin Le Mans, nejlepším výsledkem bylo osmé místo v roce 1989. V letech 1995 až 2002 jezdil v USA závody IndyCar, v roce 2000 skončil třetí na 500 mil Indianapolis a v celkové klasifikaci seriálu byl čtvrtý (v roce 1999 získal Cenu Scotta Braytona za bojovnost). V roce 2009 se zúčastnil Rallye Dakar a skončil na 88. místě, v roce 2012 jel Argentinskou rallye v rámci mistrovství světa v rallye za stáj Prodrive WRC Team.